# Palliohedyle weberi
Palliohedyle weberi is een slakkensoort uit de familie van de Acochlidiidae. De wetenschappelijke naam van de soort is voor het eerst geldig gepubliceerd in 1895 door Bergh.